# Tricrómico de Gomori en un paso

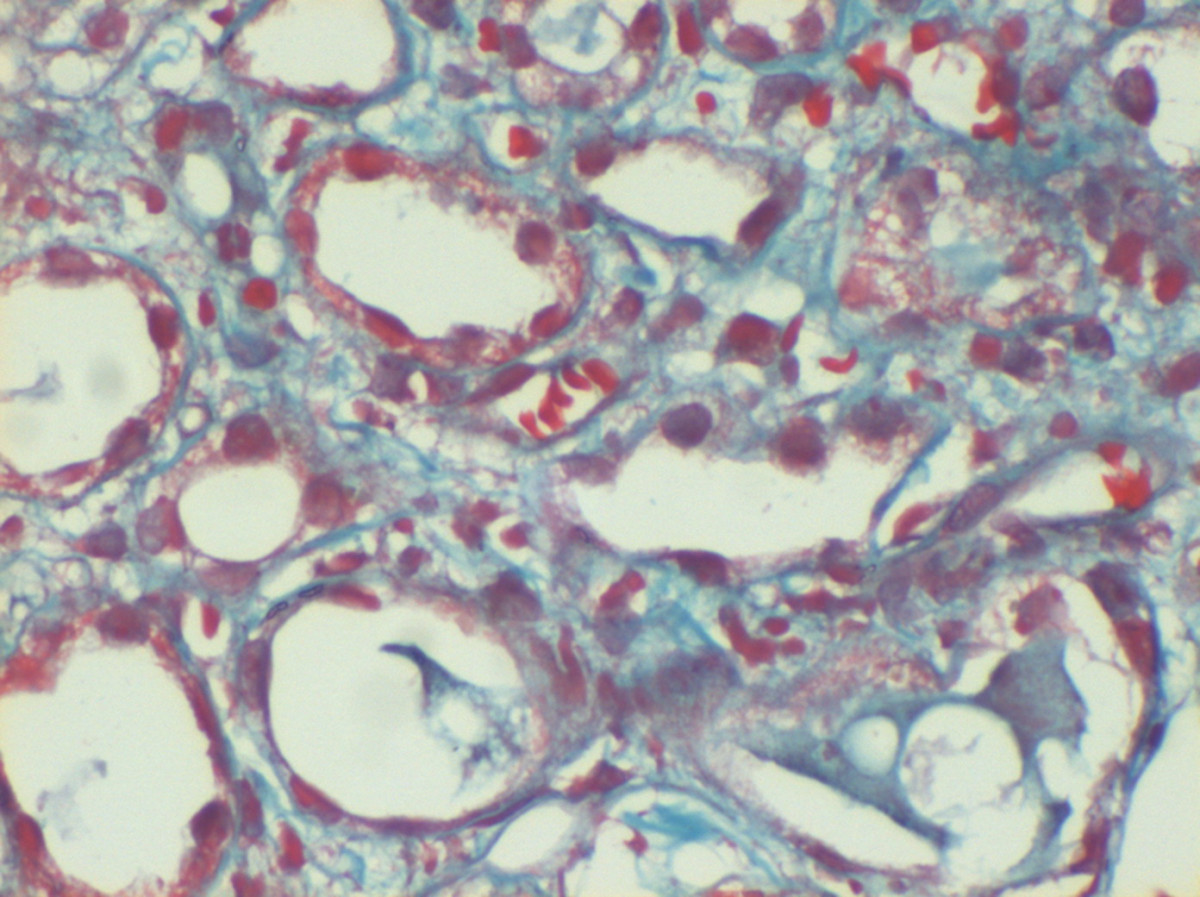
Capilares peritubulares

El tricrómico de Gomori en un paso es un método idóneo para teñir fibras, tejido muscular y citoplasmas, donde destaca esencialmente las mitocondrias como un fino granulado rojizo. Sin embargo, por su pH ácido, que se encuentra entre 2.5 y 2.7 (ligeramente por encima del óptimo para la tinción del colágeno), se presenta como una tinción incompleta y difusa del componente fibrilar más fino (membrana basal y finas fibras reticulares).

## Fundamento
Esta técnica combina un colorante plasmático (cromotropo 2R) y un colorante de fibras conectivas (verde luz/azul de anilina) en una solución de ácido fosfotúngstico y ácido acético glacial. El tratamiento previo de las secciones con solución de Bouin caliente intensifica la tinción. El ácido fosfotúngstico favorece la coloración roja de músculo y citoplasmas. Las fibras de colágeno toman los iones de tungstato formando un complejo al que se une el verde luz. El baño de ácido acético hace los colores más trasparentes pero no altera el balance de color.

## Tejido control y diana
Cualquier tejido con componente conectivo dará positivo con este método. El fijador más utilizado para esta técnica es el Bouin, pero cualquier otro también es válido. El grosor de corte ideal de las secciones es de 6 micras para tejidos que están incluidos en parafina.

## Reactivos
Para llevar a cabo esta técnica se precisan las siguientes soluciones:	
1. Solución de Bouin: tras la fijación, se debe lavar la muestra en abundante alcohol de 70° hasta la decoloración de la misma para asegurar la total eliminación del ácido pícrico. Una vez fijado se puede almacenar el tejido en etanol de 80°.
2. Solución tricrómica: 
  1. 0,6 g de cromotropo 2R.
  2. 0,3 g Verde luz
  3. 1 cc de ácido acético glacial.
  4. 100 cc de agua destilada.
  5. 0,8 g de ácido fosfotúngstico.
3. Solución verde luz (el verde luz puede ser sustituido por el azul de anilina):
  1. 5 g de verde luz.
  2. 250 cc de agua destilada.
  3. 2 cc de ácido acético.
4. Solución acuosa de ácido acético al 0,5%.
5. Solución diaria de hematoxilina férrica de Weigert:
6. Solución matriz A:	
  1. 1,0 g de hematoxilina de Weigert en 100 ml de etanol al 95%.
7. Solución matriz B:
  1. 4,0 g de cloruro férrico al 29%.
  2. 95 ml de agua destilada.
  3. 1 ml de ácido clorhídrico concentrado.

Se deben utilizar a partes iguales cada una de las soluciones matrices. La solución diaria de la hematoxilina de Weigert puede reutilizarse durante aproximadamente 2 semanas. La hematoxilina de Weigert puede ser sustituida por la hematoxilina de cromo de Gomori.

## Procedimiento
1. Desparafinar e hidratar.
2. Realizar mordentaje en líquido de Bouin durante 1 hora a 56 °C o 24 horas a Tª ambiente.
3. Lavar en agua destilada hasta que desaparezca el color amarillo.
4. Teñir con hematoxilina de Weigert (ver variantes) durante 10-13 minutos.
5. Realizar un lavado prolongado con agua corriente.
6. Teñir con la solución tricrómica durante 15 minutos.
7. Diferenciar en la solución de ácido acético al 0,5% durante 15 s (se puede utilizar también ácido acético al 1%)
8. Si las secciones son muy rojas, se diferenciará con una solución de ácido acético al 1%, a la cual se le agregarán 0,7 gr de ácido fosfotungstico.
9. Lavar en agua destilada.
10. Teñir con la solución de verde luz durante 20 o 30 s (ver variantes).
11. Deshidratar con alcoholes, aclarar con xileno y montar.

### Análisis de resultados
1. Fibras musculares, fibrina y citoplasma: rojo.
2. Colágeno, cartílago, mucinas y membranas basales: verde.
3. Núcleos: azul negruzco.

### Variaciones aplicables
- La solución acuosa de ácido acético al 0,5% puede ser sustituida por una solución de ácido acético glacial al 1%.
- La solución de verde luz puede ser sustituida por azul de anilina; el colágeno, el cartílago, las mucinas y las membranas basales serán azules en vez de verdes.
- La hematoxilina férrica de Weigert puede ser sustituida por la hematoxilina cromo de Gomori, e incluso, se puede suprimir el paso de la coloración con hematoxilina; si se hace esto los núcleos quedarán igualmente teñidos de azul negruzco pero menos intenso que si se tiñe con hematoxilina.

### Posibles problemas
- El resultado de la tinción es demasiado pálido

Si el colágeno no se tiñe de azul pálido pero sí en un tono rojo, reducir el tiempo en el aclarado ácido (paso 7).
- La tinción es de un color inesperado

Si tiene un tono amarillento, comprobar si se ha utilizado fijador Bouin. En este caso, lavar las secciones hidratadas con agua corriente para eliminar el ácido pícrico residual. El balance de color es alterado por la acidez de la tinción. Si el resultado es muy rojo, comprobar que el pH sea 2 o menor. Si es necesario, acidificar con ácido clorhídrico (0,1 M). Si el balance de color es alterado por los tiempos prolongados de tinción, reducir los tiempos. El balance de color es alterado por la concentración del colorante.
- Resultado inusual de la tinción

Ciertas patologías alteran el colágeno (quemaduras) por lo que puede teñirse de rojo en vez de azul. Si las fibras de colágeno o la lámina basal aparecen difuminadas, incrementar la acidez del colorante añadiendo ácido clorhídrico al 1%.